# 이전국민학교 부동분교
이전국민학교 부동분교는 대한민국 경상북도 청송군 주왕산면 신점리에 있었던 국민학교 분교이다.

## 연혁
- 1933년 11월 29일 부동공립보통학교 설립 인가
- 1934년 1월 10일 부동공립보통학교 개교
- 1934년 4월 20일 부동공립보통학교 부설 내룡간이학교 설립 인가 및 개교
- 1934년 8월 1일 현 위치로 이전 및 교사(校舍) 신축
- 1936년 3월 25일 제1회 졸업식(15명)
- 1938년 4월 1일 부동공립심상소학교 개편
- 1941년 4월 1일 부동공립국민학교 개편
- 1943년 4월 1일 부동국민학교 개편
- 1944년 4월 1일 내룡분교 내룡국민학교 승격 분리
- 1946년 9월 1일 부동국민학교 주왕산분교 설립 인가 및 개교
- 1949년 3월 1일 주왕산국민학교 승격 인가
- 1949년 9월 1일 주왕산분교장 주왕산국민학교 승격 분리
- 1984년 3월 1일 청송교육청 군 지정 음악 시범 학교 지정
- 1989년 1월 1일 도서벽지학교 '라'급 지정
- 1991년 3월 1일 이전국민학교 분교장 격하 편입, 3학급 편성
- 1992년 9월 1일 폐교 및 이전국민학교 통폐합(졸업생 누계: 1,315명)